# Sông Cửu Long
Sông Cửu Long là tên gọi chung cho các phân lưu của sông Mê Kông chảy trên lãnh thổ Việt Nam.

## Khái quát
Bắt đầu từ Phnom Penh, sông Mê Kông chia thành hai nhánh theo dòng chảy từ Bắc xuống Nam: bên phải (hữu ngạn) là sông Bassac (sang Việt Nam gọi là Hậu Giang hay sông Hậu) và bên trái (tả ngạn) là Mê Kông (sang Việt Nam gọi là Tiền Giang hay sông Tiền), cả hai đều chảy vào khu vực đồng bằng châu thổ rộng lớn ở Nam Bộ Việt Nam, dài chừng 220–250 km mỗi sông. Tại Việt Nam, sông Mê Kông còn có tên gọi là sông Lớn, sông Cái, hay sông Cửu Long. Lưu lượng hai sông này rất lớn, khoảng 6.000 m³/s về mùa khô, lên đến 120.000 m³/s vào mùa mưa, và chuyên chở rất nhiều phù sa bồi đắp đồng bằng Nam Bộ.
Sông Tiền và sông Hậu chảy qua địa phận các tỉnh, thành: Đồng Tháp, Tiền Giang, Bến Tre, An Giang, Cần Thơ, Vĩnh Long, Trà Vinh, Hậu Giang, Sóc Trăng. Các tỉnh Tiền Giang, Bến Tre và phần lớn tỉnh Đồng Tháp ở phía bên tả sông Tiền. Các tỉnh Vĩnh Long, Trà Vinh, một phần lớn tỉnh Đồng Tháp và An Giang nằm giữa sông Tiền và sông Hậu. Phía hữu sông Hậu là vùng Tứ giác Long Xuyên và vùng bán đảo Cà Mau (ở phía Nam kênh Cái Sắn và hữu ngạn sông Hậu).
Sông Cửu Long hiện nay chảy ra biển Đông tại các cửa: Tiểu, Đại, Ba Lai, Hàm Luông, Cổ Chiên, Cung Hầu, Bát Xắc, Định An và Tranh Đề.

## Các con sông chính

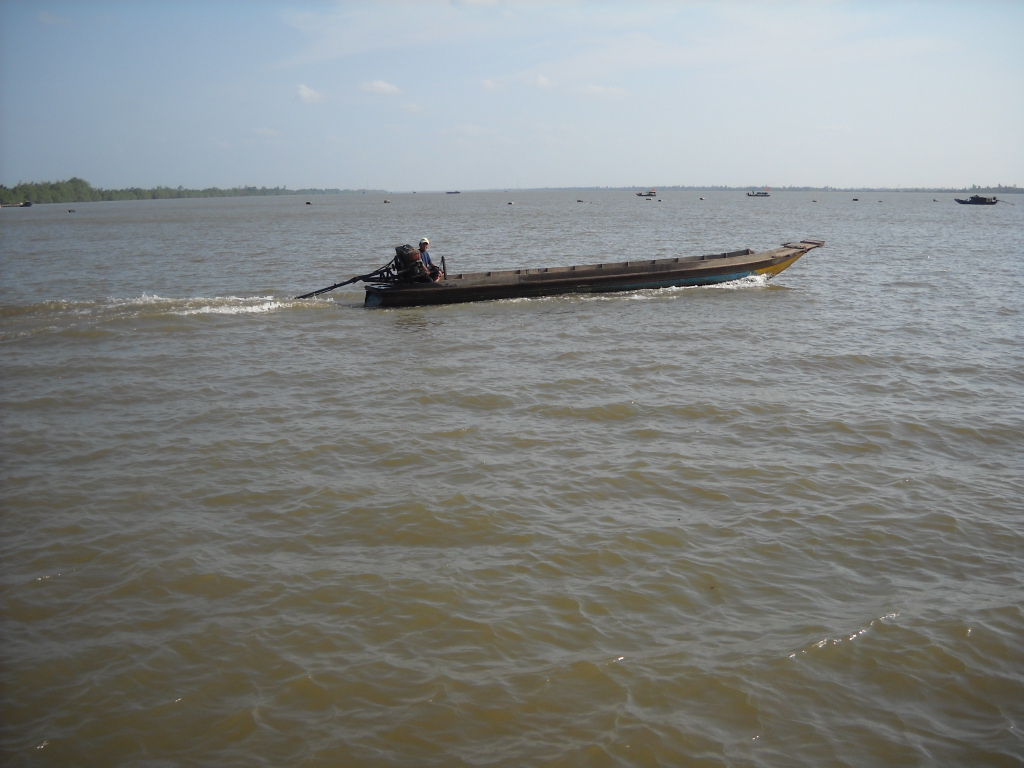
Hạ nguồn sông Hậu, đoạn Sóc Trăng-Trà Vinh

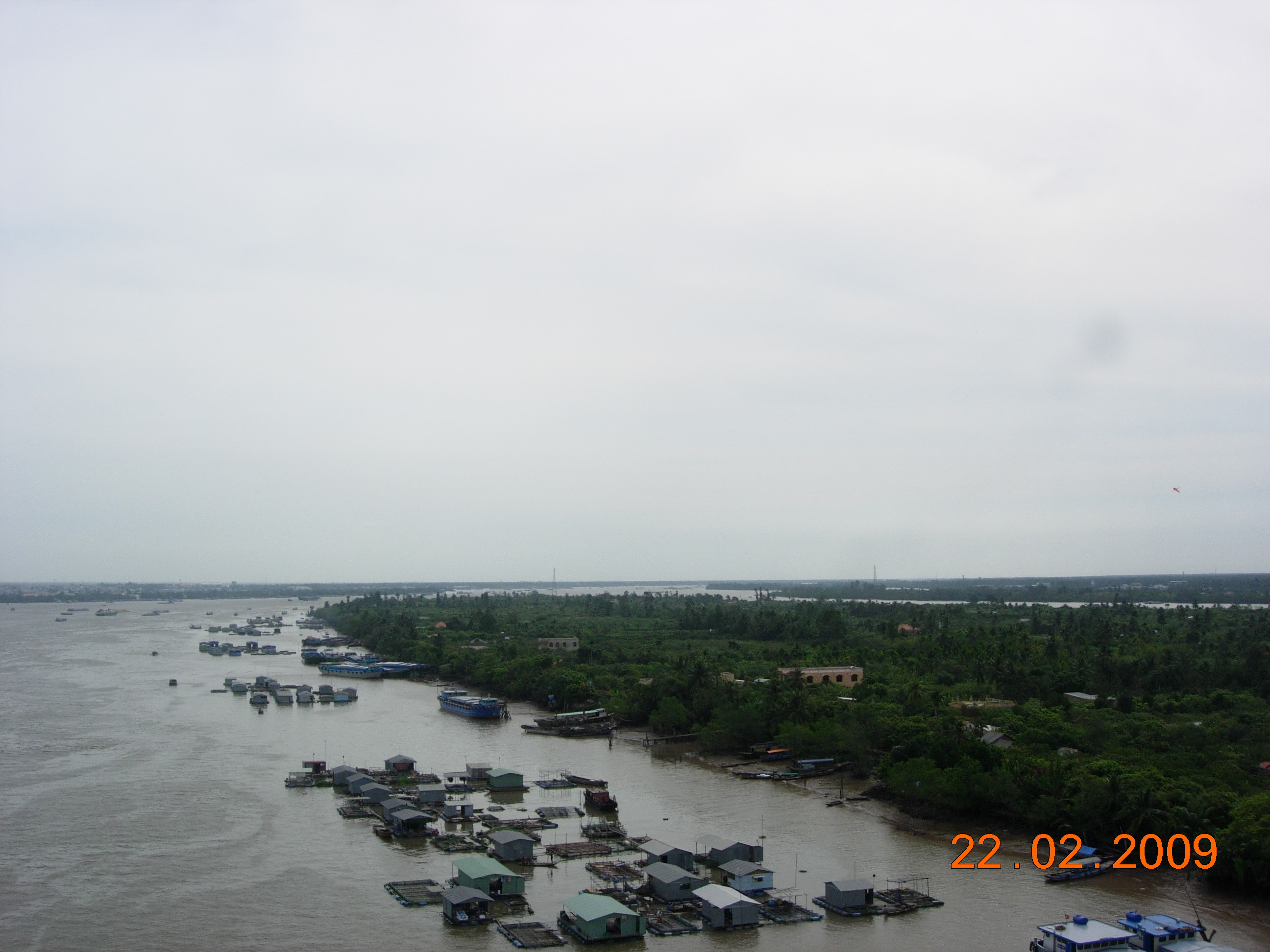
Sông Tiền đoạn chảy qua Mỹ Tho (Tiền Giang)

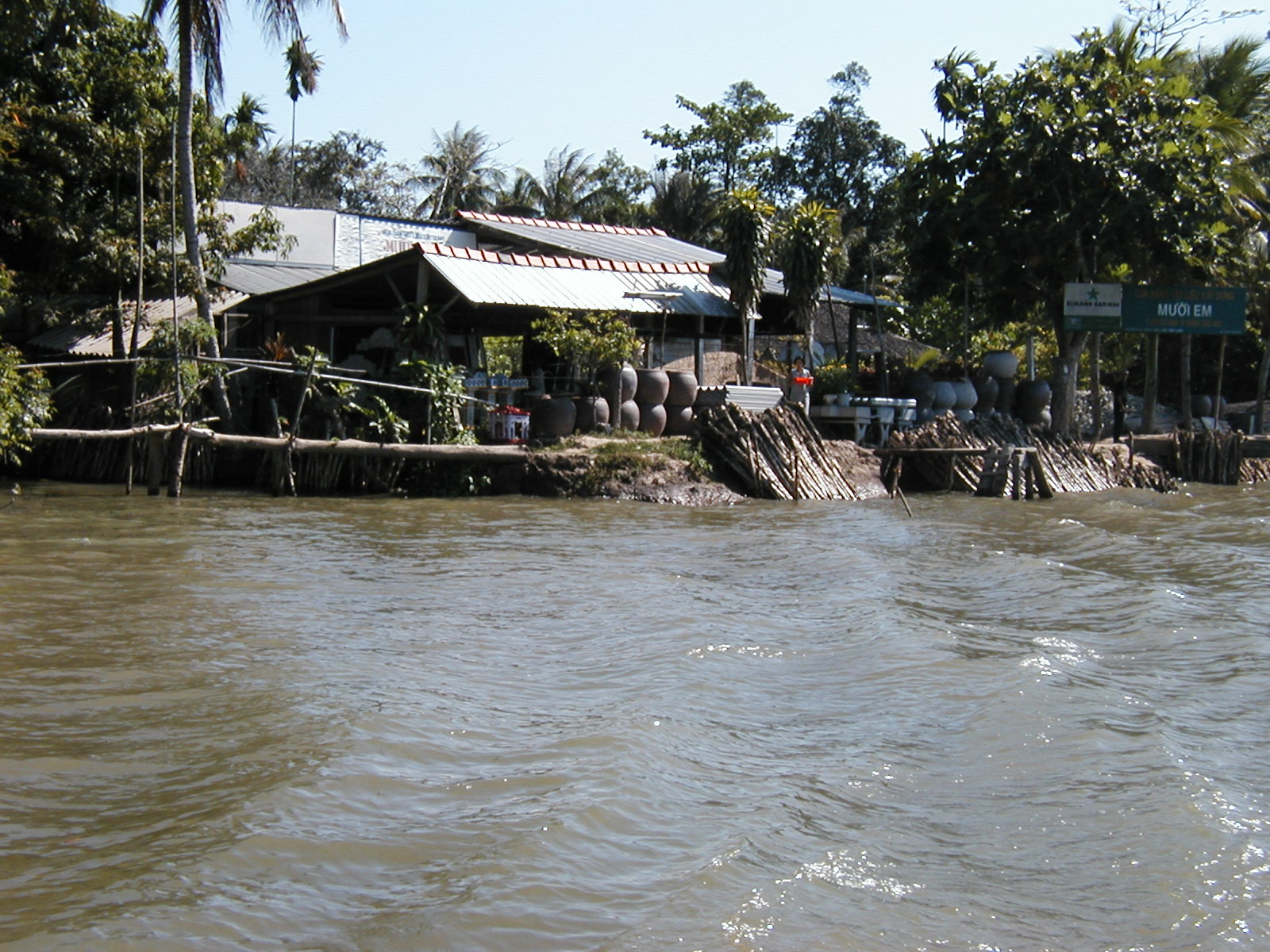
Cầu khỉ và xưởng mắm cá trên bờ sông Tiền ở Bình Đại, Bến Tre.

- Sông Tiền có lòng sông rộng với nhiều cù lao ở giữa dòng, chảy qua Tân Châu (An Giang), Hồng Ngự và Cao Lãnh (Đồng Tháp), Vĩnh Long đến Cai Lậy (Tiền Giang) thì chia làm bốn sông ngày nay đổ ra biển bằng sáu cửa biển (lần lượt từ phía đông bắc xuống tây nam) là:

- Sông Mỹ Tho (tên cổ theo Đại Nam nhất thống chí gọi là sông Trí Tường, chảy qua tỉnh lỵ tỉnh Tiền Giang là thành phố Mỹ Tho (thành Định Tường cũ) và phía nam Gò Công, ra biển bằng cửa Đại và cửa Tiểu qua đường sông Cửa Tiểu.
- Sông Ba Lai chảy qua phía bắc tỉnh Bến Tre (tên cũ Kiến Hòa), ra cửa Ba Lai. Hiện nay, cửa Ba Lai đã bị hệ thống cống đập Ba Lai ngăn lại. Hệ thống này nằm trong dự án ngọt hóa vùng ven biển của tỉnh Bến Tre.
- Sông Hàm Luông (dòng chính lưu lượng lớn), chảy qua phía nam tỉnh Bến Tre, ra cửa Hàm Luông (tên cổ là cửa biển Ngao Châu). Trước nửa cuối thế kỷ 19 sông Hàm Luông còn chia nhánh thành một phân lưu phụ ở phía tây nam, tên cổ là rạch An Vĩnh đổ ra cửa biển cổ tên là cửa biển Bân Côn, nằm ngay trước phía đông nam cửa biển Ngao Châu ngay trong vũng cửa biển Hàm Luông ngày nay (nên ngày nay chúng nhập làm một và gọi là cửa Hàm Luông).
- Sông Cổ Chiên (dòng chính lưu lượng lớn), làm thành ranh giới tỉnh Bến Tre - Trà Vinh (tên cũ Vĩnh Bình), đổ ra biển bằng cửa Cổ Chiên và cửa Cung Hầu. Cửa Cung Hầu mới xuất hiện khoảng cuối thế kỷ 19 do xuất hiện các cù lao giữa cửa sông Cổ Chiên còn theo Đại Nam nhất thống chí thì chỉ gọi chung 2 của biển này là cửa Cổ Chiên.

- Sông Hậu chảy qua Châu Đốc, Long Xuyên (An Giang), Vĩnh Long, Thành phố Cần Thơ, Châu Thành (Hậu Giang), Sóc Trăng và đổ ra biển trước kia có thời kỳ bằng bốn nhánh cửa (nhưng Đại Nam nhất thống chí gọi chung là cửa Ba Thắc (Bassac)), cuối thế kỷ 19 đầu thế kỷ 20 bị bồi lấp còn 3 cửa (đương thời gọi tên là Định An, Ba Thắc (nằm ở giữa, dưới đây tạm gọi là Ba Thắc (nhỏ)) và Trần Đề), ngày nay còn lại 2 cửa (lần lượt từ phía đông bắc xuống tây nam) là: cửa Định An, cửa Trần Đề. Hai cửa phụ của sông Hậu ngày nay đã bị bồi lấp, có vết tích còn lại là hai con rạch nhỏ là sông Cồn Cộc đổ ra nhánh cửa sông Định An, và sông Cồn Tròn đổ ra nhánh cửa sông Trần Đề.
- Về tên gọi Tiền Giang, Hậu Giang hay Sông Tiền, Sông Hậu là do lưu dân khẩn hoang định danh. Vì họ là dân vùng ngũ Quảng vào đất mới. Đi xuống phương Nam (khoảng nửa cuối thế kỷ 17), gặp con sông lớn đầu tiên gọi là Tiền Giang, sau đó gặp con sông lớn thứ hai gọi là Hậu Giang. Tính quy chiếu này trong tư duy của người Việt mặc định cho cách định hướng. Ví dụ, chỉ nói "Vào Nam ra Bắc", không nói ngược lại, hoặc "Lên rừng xuống biển", "Bên Mỹ", "Xuống Cà Mau"...

## Lịch sử

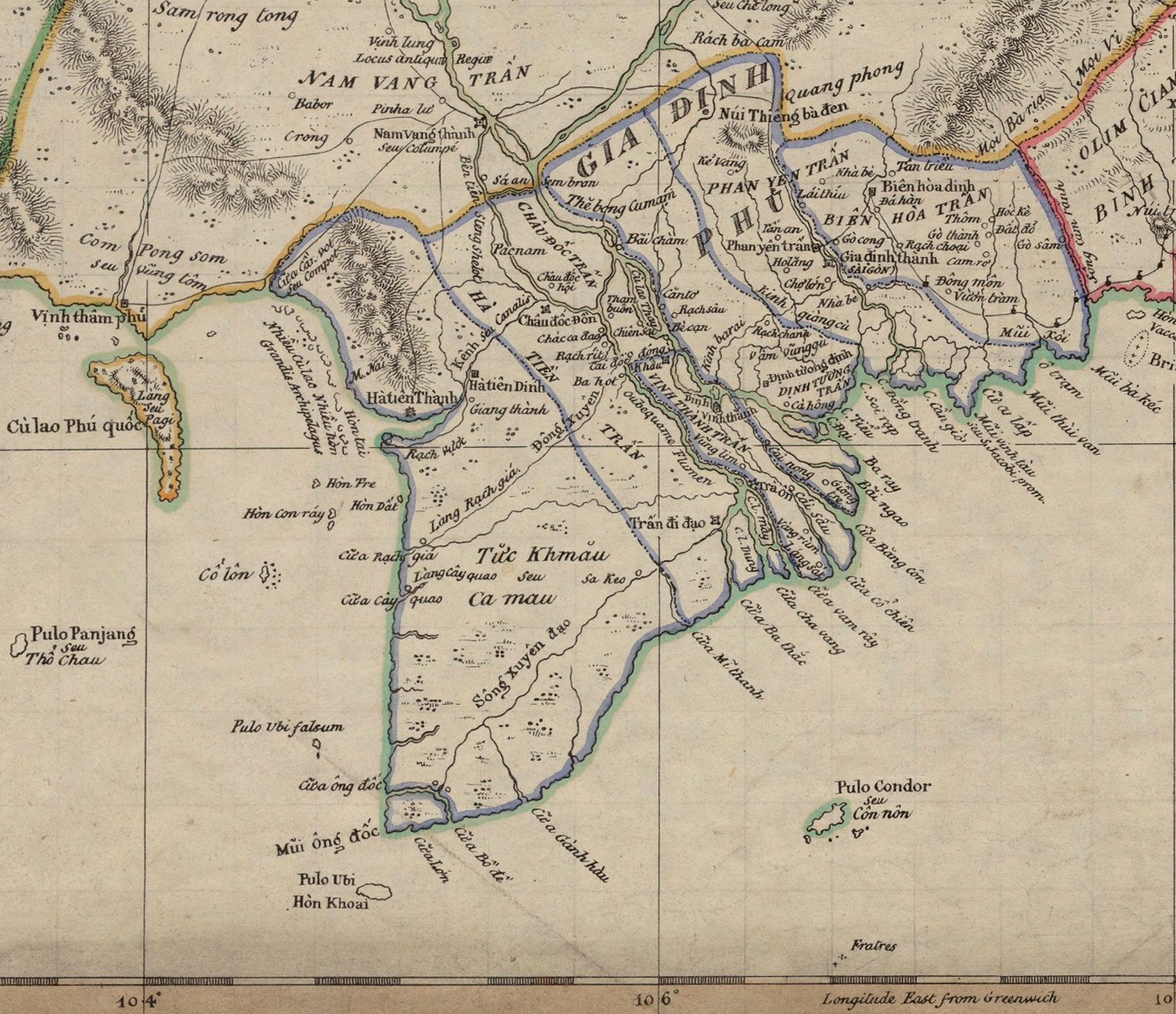
Chín cửa sông Cửu Long trong An Nam Đại Quốc Họa Đồ của Taberd năm 1838 gồmː cửa Tiểu, cửa Đại, cửa Ba Ray, cửa Bãi Ngao, cửa Băng Côn, cửa Cổ Chiên (thuộc sông Tiền), cửa Vam Rây, cửa Cha Vang, cửa Ba Thắc (thuộc sông Hậu).

Các cửa sông Cửu Long trong bản đồ hành chính Nam Kỳ Lục tỉnh (Basse Cochinchine) năm 1863. Sông Hậu có tất cả bốn cửa chia làm 2 cặpː Ba-tac, Din-an. Sông Cổ Chiên chia thành các cửa Co-khien, Cong-hau. Trong khi, 2 cửa biển Bân Côn và Ngao Châu quy thành một.

Theo An Nam Đại Quốc Họa Đồ của Taberd năm 1838, sông Cửu Long có 9 cửa lần lượt từ đông bắc xuống tây nam gồmː 
- Cửa Tiểu - cửa Đại, cửa Ba Ray (Ba Lai), cửa Bãi Ngao (Ngao Châu) - cửa Băng Côn (Bân Côn) (nay gộp thành cửa Hàm Luông), cửa Cổ Chiên (6 cửa đều thuộc sông Tiền).
- Cửa Vam Rây (Vàm Rây, tức cửa Định An ngày nay), cửa Cha Vang (Trà Vang, tức sông Cồn Cộc ngày nay), cửa Ba Thắc (tức Ba Thắc (nhỏ) - Tranh Đề) (3 cửa đều thuộc sông Hậu, phía tây địa danh Trà Ôn trong bản đồ).

Đại Nam nhất thống chí chỉ kể 7 cửa của sông Cửu Long gồm 6 cửa thuộc sông Tiền Giang và 1 cửa sông Hậu Giang (lần lượt từ đông bắc xuống tây nam là: cặp cửa Tiểu - cửa Đại, cửa Ba Lai, cặp cửa Ngao Châu - Bân Côn, cửa Cổ Chiên (đều thuộc sông Tiền), và cửa Ba Thắc của sông Hậu. Đại Nam nhất thống chí chépː
- Sông Tiền Giang ở cách huyện Vĩnh Bình 6 dặm về phía tây bắc, phát nguyên từ sông Sa Đét tỉnh An Giang, qua thôn Tân Hội huyện Vĩnh Bình, là chỗ chia địa giới 2 tỉnh An Giang và Vĩnh Long. Lại chảy 34 dặm qua sông Đại Tuần, suốt đến Ba Lai, Mỹ Tho rồi chảy về phía nam đổ ra cửa Đại và cửa Tiểu, đây là chi lưu chính của sông Cái. Lại ở sông Đại Tuần chia thành ngã ba, một ngả qua phía đông tỉnh thành [Vĩnh Long], làm sông cái Long Thành, chảy 136 dặm về phía nam rồi đổ ra cửa biển Cổ Chiên. Một ngả qua thôn Phú Thuận sang phía đông 40 dặm làm sông cái Hàm Luông, lại chảy 123 dặm về phía nam đổ ra 2 cửa biển Bân Côn và Ngao Châu. Một ngả do bờ phía hữu sông Hàm Luông chảy xuống chia làm hai nhánh: Một nhánh qua hạ lưu sông Ba Lai 108 dặm về phía nam, rồi đổ ra cửa biển Ba Lai. Nhánh còn lại là nhánh đổ ra cửa Đại, cửa Tiểu [đã nêu trên], có tên gọi là sông Trí Tường [qua Mỹ Tho], làm thành địa giới tỉnh Định Tường [ranh giới Vĩnh Long - Định Tường]...
- Sông Hậu Giang ở cách huyện Vĩnh Bình 52 dặm về phía nam, nước sông này từ sông Châu Đốc tỉnh An Giang chảy qua phía bắc huyện Đông Xuyên đến rạch Trà Ôn. Đấy là chỗ phân địa giới giữa 2 tỉnh An Giang và Vĩnh Long, bờ phía tây là địa giới tỉnh An Giang, bờ phía đông là địa giới tỉnh Vĩnh Long. Sông đến đây thì chuyển sang phía nam, qua địa phận đạo Trấn Di, đổ ra cửa Ba Thắc. Nước sông chia chảy nhiều ngả, bao bọc cồn bãi, tưới tắm ruộng đồng, rất là lợi ích.

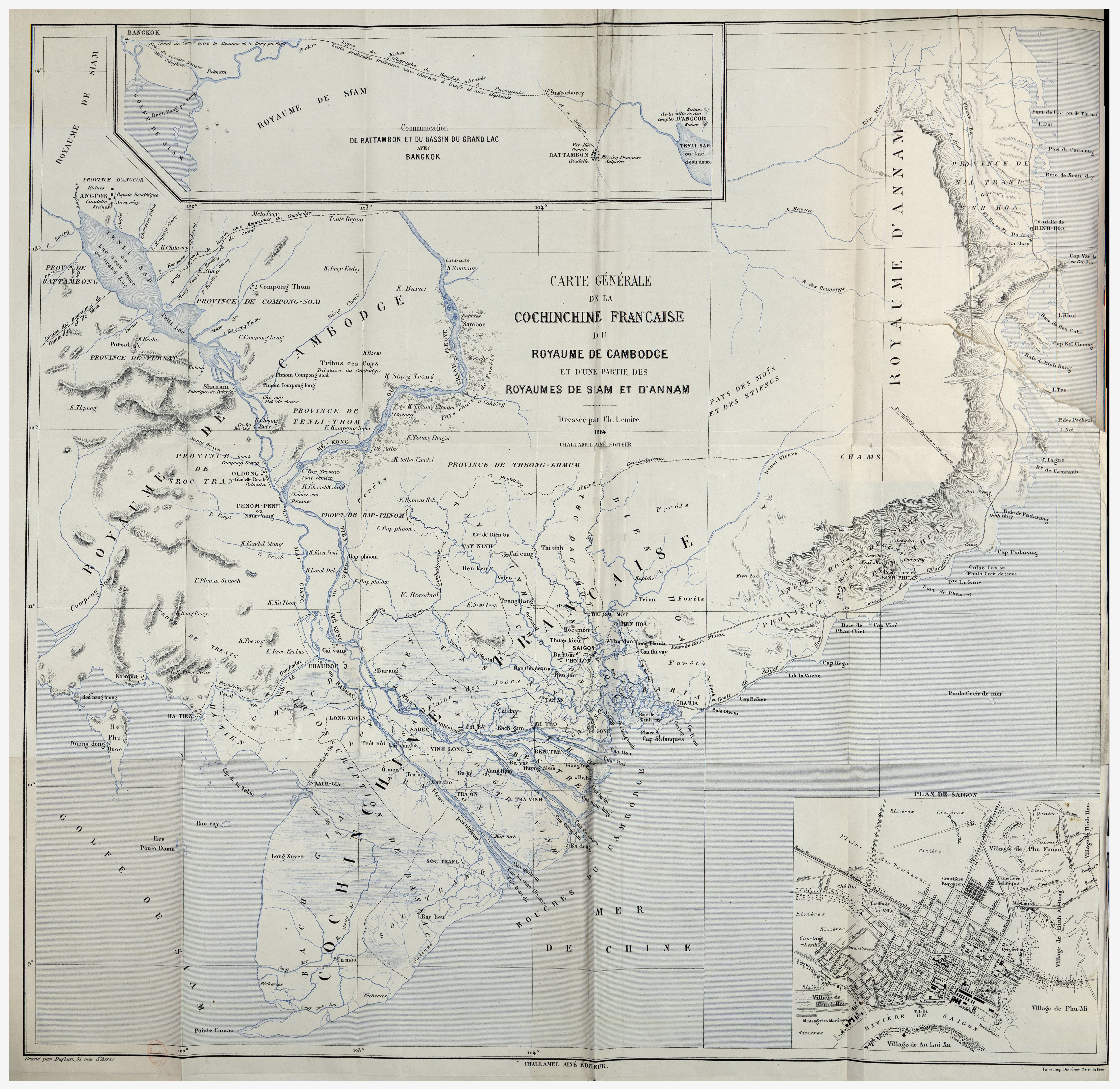
Bản đồ Nam Kỳ thuộc Pháp năm 1884, Chín cửa sông chính của sông Cửu Long, lần lượt từ đông bắc xuống tây nam gồmː trên sông Tiền có 6 cửaː Tiểu, Đại, Ba Lai, Hàm Luông, Cổ Chiên và Cung Hầu, trên sông Hậu có 3 cửaː Định An, Ba Thắc (tức Ba Thắc (nhỏ)) và Tranh Đề.

Các bản đồ người Pháp vẽ về Nam Kỳ từ cuối thế kỷ 19 (năm 1884) đến đầu thế kỷ 20 (năm 1901, 1902) ghi tên cho 9 cửa sông chính của sông Cửu Long, lần lượt từ đông bắc xuống tây nam gồmː trên sông Tiền có 6 cửa Tiểu, Đại, Ba Lai, Hàm Luông, Cổ Chiên và Cung Hầu, trên sông Hậu có 3 cửa Định An, Ba Thắc (tức Ba Thắc (nhỏ)) và Tranh Đề.
Chín cửa sông đầu thế kỷ 20, đến ngày nay, chỉ còn lại có tám cửa sông. (Cửa Ba Thắc (nhỏ) khoảng thập niên 1960 đã bị bồi lấp, chỉ còn vết tích là rạch nhỏ bé xíu mang tên sông Cồn Tròn có cửa nằm sâu bên trong cửa Tranh Đề, nên sông Hậu chỉ còn hai cửa biển ngày nay). Với việc cửa Ba Lai đã bị hệ thống cống đập ngăn mặn Ba Lai ngăn lại, sông Cửu Long chỉ còn 7 cửa sông chính thông thuyền ra biển Đông. Tuy vậy, trong nhiều thời kỳ dòng sông có 9 cửa chính chảy ra biển Đông nên sông Mê Kông đoạn qua Việt Nam còn được gọi là sông Cửu Long, tức "sông chín rồng". Hiện có khoảng 17 triệu người dân Việt Nam đang sinh sống tại lưu vực của hệ thống sông Cửu Long, còn được gọi là đồng bằng sông Cửu Long

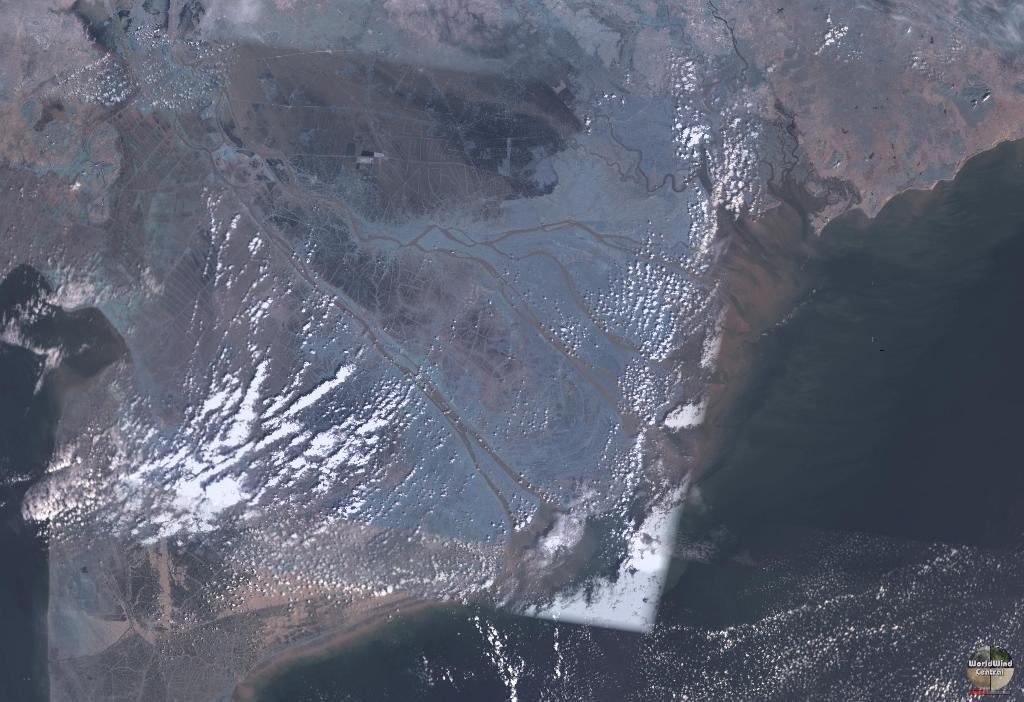
Sông Cửu Long tại Việt Nam

Sự khó khăn về giao thông thủy của con sông này làm chia cắt con người sống hai bên bờ hơn là liên kết họ. Nền văn minh được biết sớm nhất là nền văn hóa Mã Lai, Ấn Độ hóa hồi thế kỷ 1, của Vương quốc Phù Nam, trong lưu vực sông Mê Kông. Sự khai quật ở Óc Eo, gần Rạch Giá ngày nay, đã tìm thấy những đồng tiền khác xa với Đế chế La Mã. Vương quốc Phù Nam được nối tiếp bởi quốc gia Khmer Chân Lạp (Chenla) cho đến thế kỷ 5. Đế chế Khmer Angkor là quốc gia chịu ảnh hưởng của văn hóa Ấn Độ cuối cùng trong khu vực. Sau khi quốc gia này bị tiêu diệt sông Mê Kông đã là đường biên giới của các quốc gia đối đầu nhau như Xiêm và Việt Nam, với Lào và Campuchia nằm trong tầm ảnh hưởng của họ.

## Con người
Ở khu vực đồng bằng sông Cửu Long (tổng diện tích khoảng 3,3 triệu hecta đất nông nghiệp) khi chảy vào Việt Nam, có khoảng 17 triệu người đang sinh sống vào thời điểm đầu 2006, tăng 5 triệu so với 16 năm trước đó.
Trong số họ, có khoảng 9,5 triệu người trong độ tuổi lao động (trên 15 tuổi), hay 55%.

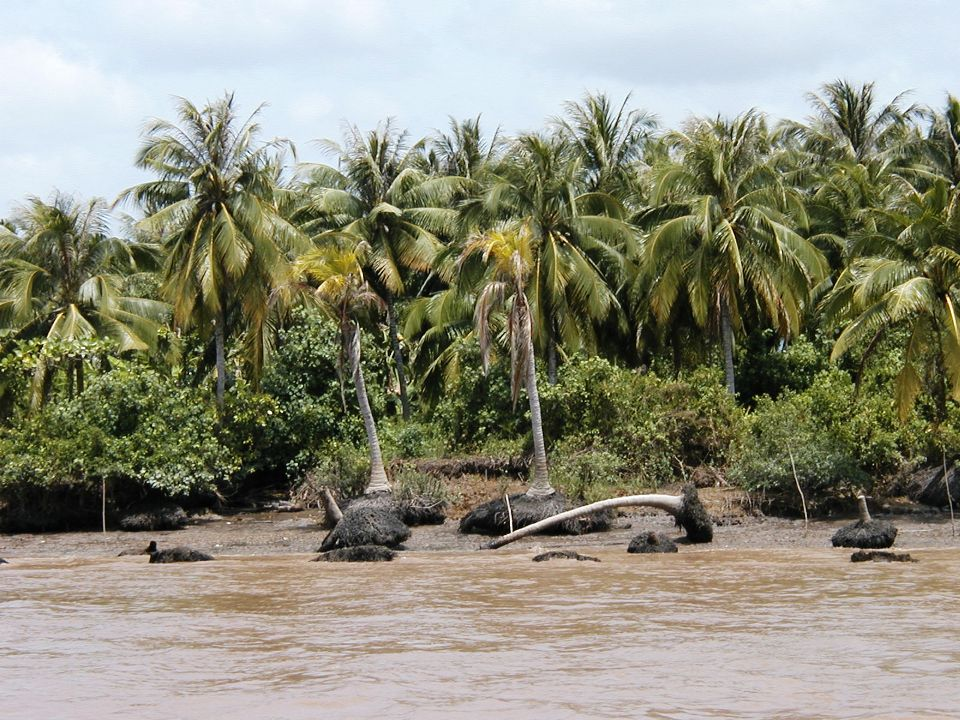
Xói lở bờ sông Tiền ở Bình Đại, Bến Tre.

## Ảnh hưởng của môi trường và con người
Hai trong số chín cửa sông Cửu Long là Ba Lai và Bát Sắc đã bị nghẽn và nước đã không còn lưu thông được nữa. Nguyên nhân bị nghẽn của sông Bát Sắc do các cồn cát ở hai cửa sông này phát triển mạnh tạo nên rào chắn lớn làm nghẽn đường chảy của cửa sông. Còn nguyên nhân nghẽn sông trên của sông Ba Lai là do tác động của con người, do xây dựng hệ thống cống đập. Việc hai cửa sông đã chết đã gây ra ảnh hưởng lớn như làm tăng tình trạng sạt lở đất và vận tải giảm sút.
Sông Cửu Long đem lại nhiều lợi ích cho trồng trọt và thủy sản, nhất là trong mùa lũ. Nguồn cung cấp nước tưới, phù sa và rửa phèn cho đất lúa, cùng với lượng tôm cá dồi dào đã khiến cư dân nơi đây chấp nhận sống chung cùng lũ hơn là đắp đê như ở đồng bằng châu thổ sông Hồng. Nhưng dòng sông cũng gây ra nhiều mặt bất lợi, điển hình là úng ngập thường xuyên trong các tháng mùa mưa, hoặc tình trạng xâm nhập mặn vào mùa khô.

## Các cây cầu

### Sông Tiền
- Cầu Cao Lãnh, nối thành phố Cao Lãnh với huyện Lấp Vò, Đồng Tháp
- Cầu Mỹ Thuận, Tiền Giang - Vĩnh Long
- Cầu Mỹ Thuận 2, Tiền Giang - Vĩnh Long (dự án)
- Cầu Rạch Miễu, Tiền Giang - Bến Tre
- Cầu Rạch Miễu 2, Tiền Giang - Bến Tre (dự án)
- Cầu Ba Lai, Bến Tre
- Cầu Ba Lai mới, Bến Tre
- Cầu Hàm Luông, nối thành phố Bến Tre, huyện Mỏ Cày Bắc, Bến Tre
- Cầu Đình Khao, Bến Tre - Vĩnh Long (dự án)
- Cầu Cổ Chiên, Bến Tre - Trà Vinh

### Sông Hậu
- Cầu Vĩnh Trường, nối thị trấn An Phú với xã Vĩnh Trường, huyện An Phú, An Giang
- Cầu Châu Đốc, nối thành phố Châu Đốc và thị xã Tân Châu, An Giang (đã khởi công)
- Cầu Vàm Cống, nối huyện Lấp Vò, Đồng Tháp với quận Thốt Nốt, Cần Thơ
- Cầu Cần Thơ, Cần Thơ- Vĩnh Long
- Cầu Cần Thơ 2
- Cầu Đại Ngãi, nối huyện Trà Cú, Trà Vinh - huyện Cù Lao Dung, huyện Long Phú, Sóc Trăng (đã khởi công)